# Cornelia Prüfer-Storcks
Cornelia Prüfer-Storcks (8 de mayo de 1956 en Essen) es una política alemana perteneciente al Partido Socialdemócrata de Alemania (SPD) desde los 23 años. 

## Vida
Desde marzo de 2011 es Senadora con incumbencias en la Comisión de Salud y Protección del Consumidor en Hamburgo, dependiente del Ministerio de Asuntos Sociales y Familia, Salud y Protección del Consumidor del país germano. 

### Crisis del pepino

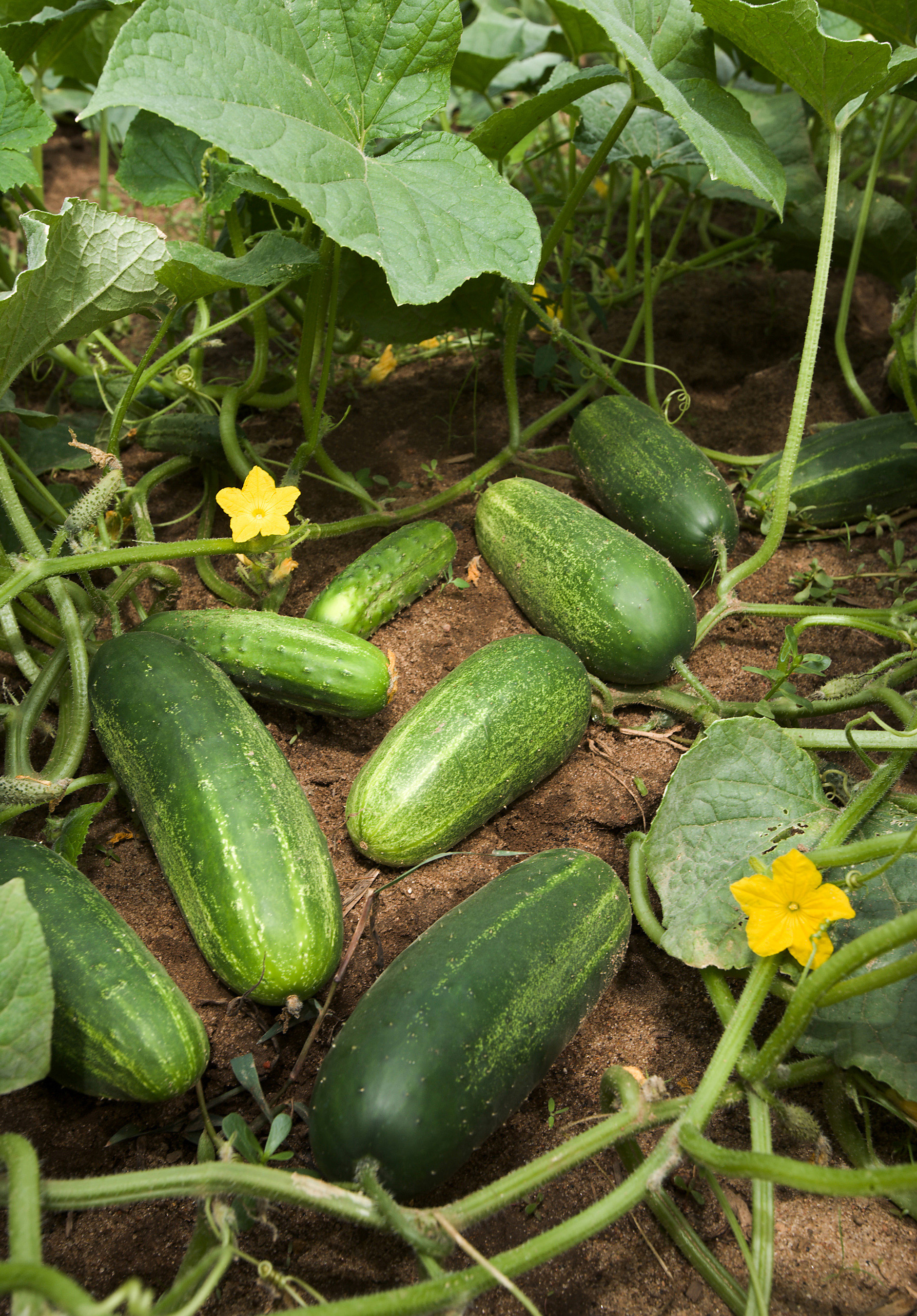

Se graduó en periodismo en 1975 y trabajó en el periódico «» de Dortmund.
Saltó a la luz pública en mayo de 2011, cuando apuntó a una partida de pepinos españoles como supuesta causa de un foco de intoxicación por la bacteria Escherichia coli, que ocasionó más de una veintena de muertes y cientos de intoxicaciones en Alemania, Suecia, Austria y Dinamarca. Sus declaraciones provocaron además el cierre de fronteras a varios productos hortofrutícolas españoles en otros países, como Bélgica, República Checa y Rusia, cifrando las pérdidas en unos 200 millones de euros semanales. Análisis posteriores descartaron que el foco de la infección se debiera a los productos españoles.